# City Of Mirrors
City Of Mirrors – polski zespół muzyczny wykonujący muzykę na pograniczu rocka, popu i muzyki alternatywnej.

## Historia
Zespół powstał w 2012 roku w Warszawie z inicjatywy Carolin Mrugały. Nazwa wzięła się od wrażenia jakie wywarło życie w dużym mieście na Carolin Mrugałę (ciągły ruch, niesamowita energia, ludzie którzy są jednocześnie samotni i otoczeni tłumem) oraz konceptu lustra weneckiego, które z zewnątrz odbija rzeczywistość, a jeśli jest się po drugiej stronie widzi się świat na zewnątrz. 
7 kwietnia 2017 ukazał się nakładem wytwórni Agencja Muzyczna Polskiego Radia debiutancki album zespołu, zatytułowany Echoes.
Pod koniec 2013 roku zespół wydał własnymi siłami EP We Won't Die oraz teledysk promujący wydawnictwo. Na płycie znalazło się pięć utworów: We Won't Die, Forever, Listen, Inconnected oraz Death Weather. EP zostało przyjęte bardzo pozytywnie przez branżę muzyczną. Premiera EP miała miejsce na antenie Akademickiego Radia Kampus. Zespół wygrał międzynarodowy konkurs na cover amerykańskiego zespołu Flyleaf oraz wziął udział w telewizyjnym show Must Be the Music. Tylko muzyka, gdzie przeszedł do półfinałów i otrzymał pochlebne opinie jurorów, m.in. Elżbiety Zapendowskiej i Adama Sztaby.
Zespół przez lata przechodził wiele zmian osobowych, aby w 2015 roku stworzyć skład, który był gotowy nagrać i wydać debiutancką płytę. Z końcem 2015 roku City Of Mirrors wybrało 12 piosenek, które zespół zarejestrował w gdańskim studio Custom 34. Produkcją zajął się producent muzyczny Jacek Miłaszewski (Acid Drinkers, Flapjack, Corruption). W lutym 2017 roku zespół podpisał kontrakt wydawniczy na płytę Echoes z Agencją Muzyczną Polskiego Radia. Premiera albumu miała miejsce 7 kwietnia 2017 roku w Polsce, za pośrednictwem dystrybutora Firma Księgarska Jacek Olesiejuk, sieci sklepów Empik. Płyta była promowana koncertem relacjonowany na żywo w Polskim Radiu, który odbył się 8 kwietnia 2017 w Muzycznym Studio Polskiego Radia im. Agnieszki Osieckiej.

## Dyskografia

### Albumy studyjne
- Echoes (Agencja Muzyczna Polskiego Radia; 2017)[6]

## Skład
- Carolin Jaqueline Mrugała – śpiew, pianino
- Maciej Karol Kwaśniak – gitara, instrumenty klawiszowe
- Sergio Alejandro Pinilla Vasquez – perkusja, „przeszkadzajki”